# Enclaves de Forcados et Badjibo

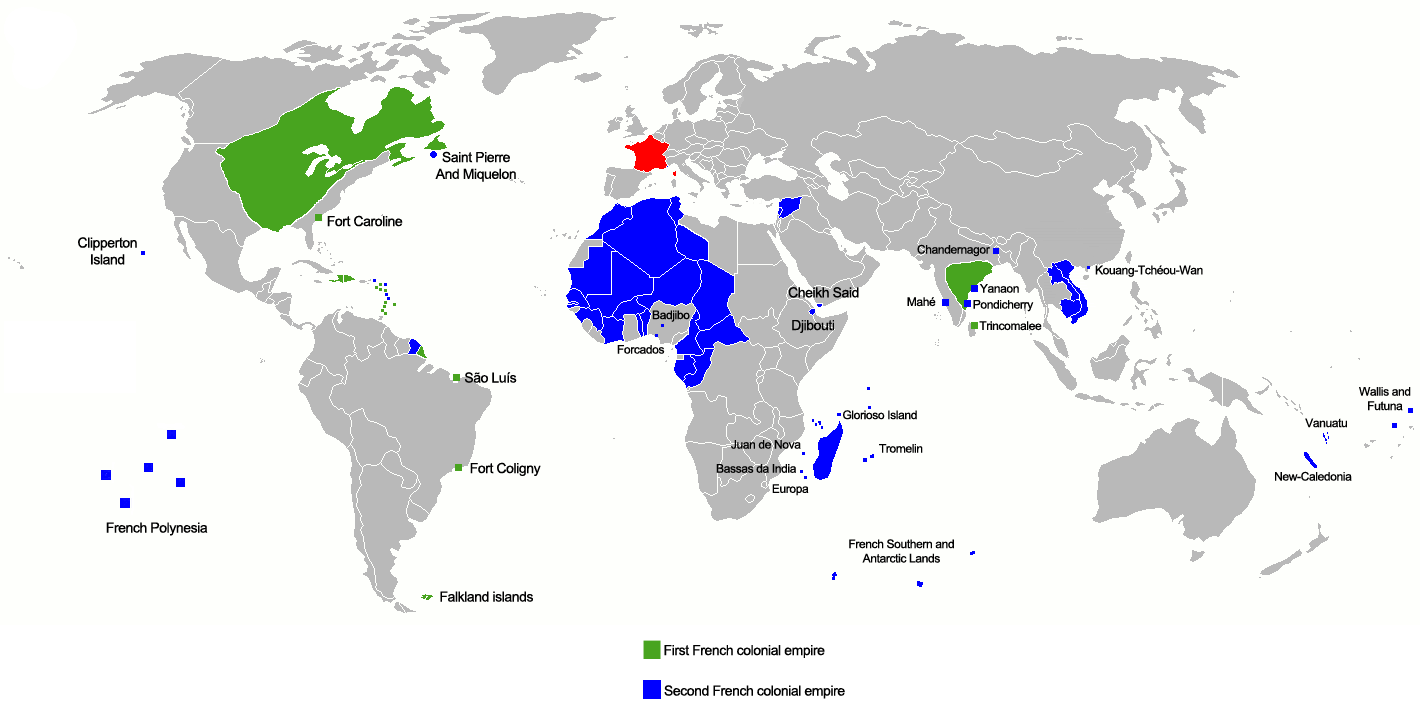
Carte de l'ensemble des territoires ayant appartenu à l'empire colonial français à un moment ou un autre, dont les enclaves de Forcados et de Badjibo, visibles au Nigeria.

Les enclaves de Forcados et de Badjibo étaient deux terrains situés à proximité du fleuve Niger, dans l’actuel Nigeria, et concédés à bail à la France par le gouvernement britannique au début du XXe siècle.
Elles ont été obtenues par la France après plusieurs missions de reconnaissance et de pénétration sur le Niger (Mission Hourst 1894, Granderye 1898-99, Toutée 1895 et 1899-1900, Lenfant 1901-02, etc.). La France cherchait alors à déterminer s'il était possible de ravitailler ses colonies du Soudan français par navigation sur le bas Niger, plutôt que par le Sénégal qui représentait la voie d'accès traditionnelle.

## Les conventions de bail
Chacun de ces terrains représentait environ 47 hectares. Ils ont fait l'objet de deux conventions de bail signées toutes deux le 20 mai 1903, « en exécution de l’article 8 de la convention du 14 juin 1898 », par Théophile Delcassé, ministre français des Affaires étrangères, et Sir Edmund Monson, ambassadeur du roi George V du Royaume-Uni. Ces conventions s’inscrivent dans le cadre de la politique d’Entente cordiale entre les deux pays (après d'âpres querelles concernant la délimitation de leurs colonies respectives dans cette partie de l'Afrique) et dans le principe de la liberté de navigation sur le fleuve Niger.
Ces enclaves étaient destinées au débarquement, magasinage et transbordement des marchandises, et les seuls résidents permanents devaient être les personnels employés à cet effet, leurs familles et leurs domestiques. Le bail était dans chaque cas de 30 ans reconductible, et assorti de diverses obligations, dont celle d'enclore les terrains, et de l'interdiction du commerce de détail. Le loyer annuel convenu était de 1 franc de l’époque dans chaque cas.
Ces enclaves étaient encore mentionnées dans des manuels scolaires français en 1926. Il semble que le bail n'ait pas été renouvelé à la fin de la convention.

## Localisation

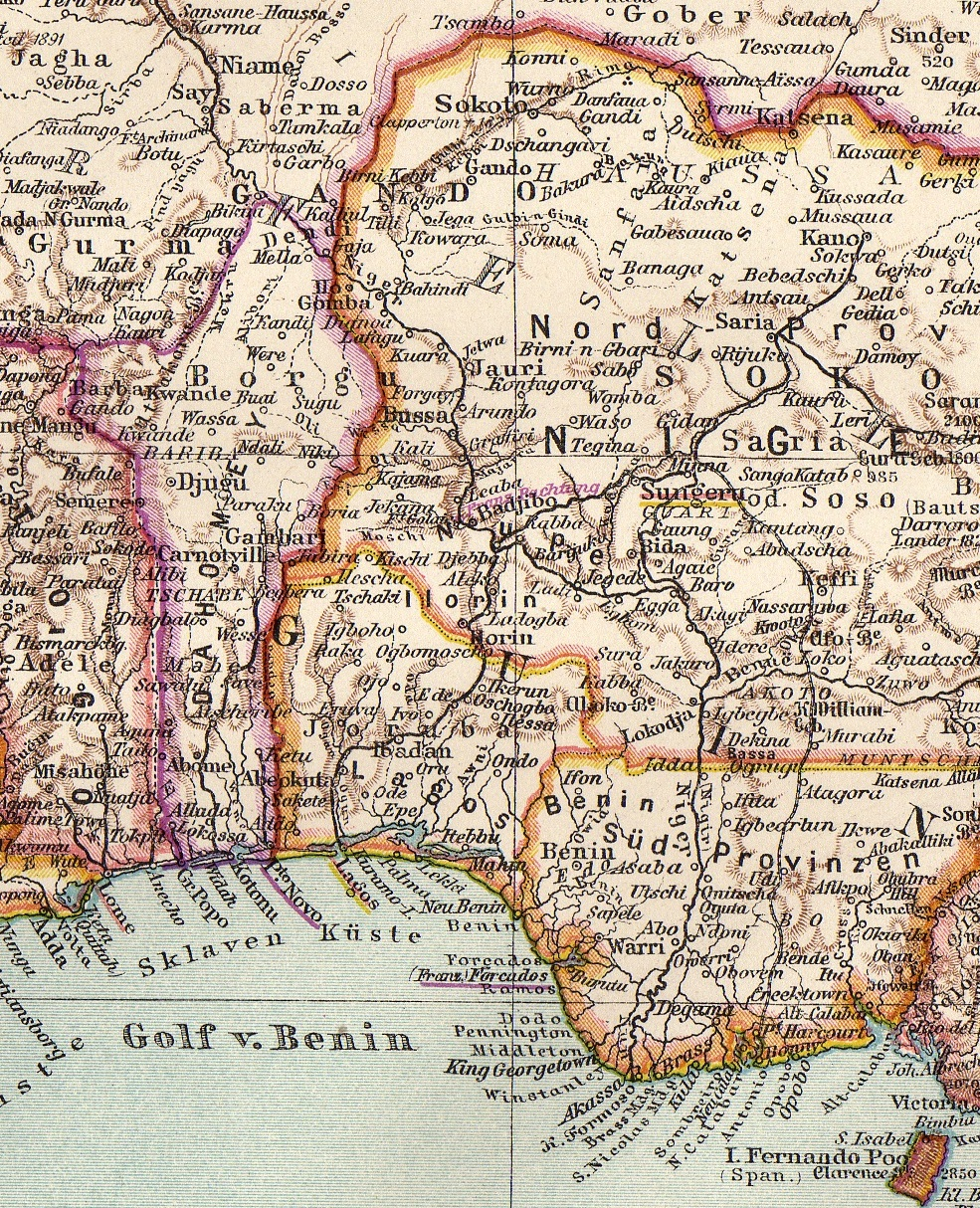
L'ouest du Nigeria et le Dahomey au début du XX

Sur cette carte allemande de 1907 (cliquer pour agrandir), on distingue les mentions « (Franz.) Forcados » (Forcados, français) à l'ouest du delta du Niger, sur le Golfe du Bénin 5° 21′ 36″ N, 5° 20′ 42″ E, et « Badjibo - Franz. Pachtung » (Badjibo, concession française) entre Bussa et Djebba, dans la région appelée Nupe. Niamey (orthographié Niame) est en haut à gauche.

## Badjibo
L'enclave de Badjibo se situait sur la rive droite du Niger, au confluent avec le ruisseau Doko (à 36 km environ en amont de Jebba, et en aval des rapides de Boussa, ou l'explorateur écossais Mungo Park avait perdu la vie), à la latitude de 9° 30' N. En forme de parallélogramme, elle occupait un front de 400 m sur le fleuve pour une profondeur de 1 200 m environ, en face du village de Badjibo.

Drapeau de la Royal Niger Company

Ce terrain se trouvait à proximité immédiate de Fort Arenberg, fondé par Georges Joseph Toutée et ainsi dénommé en l'honneur d'Auguste d'Arenberg, président du « Groupe colonial » de l'époque. Toutée, parvenu le 13 février 1895 face au village de Badjibo (qui lui avait été dépeint comme une « grosse ville anglaise »), avait aménagé ce poste en février-mars 1895, délimitant un terrain rectangulaire de 100 m de long sur 60 m de large. Sur place, Toutée fut en conflit avec la Royal Niger Company qui prétendait administrer le territoire.
Le bail commençait au 5 juin 1900. L'enclave était soumise aux lois en vigueur dans le protectorat britannique du Nigeria du Nord.

## Forcados
L'enclave de Forcados se situait à l’une des embouchures du Niger, dénommée la rivière Forcados, dans la région du delta (état actuel de Bayelsa).
Elle était soumise aux lois en vigueur dans le protectorat britannique du Nigeria du Nord.
Il s’agissait d’un terrain trapézoïdal isocèle, dont la petite base coïncidait avec l’estuaire de Forcados, à proximité du village indigène de Gula et en face de Ogidiba. Il s'enfonçait au maximum de 700 m à l'intérieur des terres.
Le bail était daté du 28 juin 1900.
Forcados est aujourd'hui un important terminal pétrolier du Nigeria, qui a fait en 2009 l'objet d'attaques d'oléoducs de la part du groupe armé MEND (Mouvement pour l'émancipation du delta du Niger) ayant conduit la compagnie pétrolière Shell à déclarer l'état de force majeure.